# Claudi Nadal i Ribera
Claudi Nadal i Ribera   (Agramunt, 1 d'agost de 1932 - Agramunt, 22 d'octubre de 2009) fou un jugador català de billar de les dècades de 1960 a 1980 aconseguint molts títols, tant a escala catalana, com espanyola i europea.
Va ser jugador del Club de Billar Barcelona i del Club de Billar Ibèric. En el seu brillant palmarès hi destaquen, entre molts títols, un subcampionat del món de billar artístic (1972) i un Campionat d'Europa de la mateixa especialitat. Durant la seva trajectòria, també ocupà diversos càrrecs com a dirigent esportiu, entre els quals, el de secretari de la Federació Catalana de Billar i el de president del Club de Billar Barcelona.

## Palmarès
Font:
- Campionat del Món de billar artístic:  1972
- Campionat d'Europa de billar artístic:  1979  1977, 1980, 1982
- Copa d'Europa a tres bandes interclubs:  1966, 1970, 1971, 1972, 1979, 1980, 1981
- Campionat d'Europa de billar a tres bandes per seleccions :  1987
- Campionat d'Europa de billar pentatló per seleccions :  1968
- Campionat d'Espanya de billar artístic:  1972, 1977, 1978
- Campionat d'Espanya de a tres bandes:  1962, 1968, 1971-74, 1976, 1980, 1987, 1990
- Campionat de Catalunya de billar a una banda:  1957
- Campionat de Catalunya de billar artístic:  1958, 1965, 1967, 1970, 1978, 1979, 1980
- Campionat de Catalunya de billar a tres bandes:  1967, 1970-79, 1981, 1984, 1985
- Campionat de Catalunya de billar artístic:  1983, 1984, 1985
- Obert Ciutat de Barcelona:  1992